# Enrico V di Reuss-Greiz
Enrico V di Reuss-Greiz (Zwickau, 4 novembre 1549 – Greiz, 9 ottobre 1604) è stato conte di Reuss-Untergreiz dal 1572 fino alla sua morte.

## Biografia
Il conte Enrico V nacque nel 1597 a Zwickau, come terzogenito di Enrico XIV e di Barbara von Metzsch.
Il 25 novembre del 1583 sposò Maria di Schönburg-Waldenburg (1565-1628) a Waldenburg.
Morì nel 1604 a Greiz.